# Viðivallafjall
Viðivallafjall är en kulle i republiken Island. Den ligger i regionen Västfjordarna, 180 km norr om huvudstaden Reykjavík. Toppen på Viðivallafjall är 281 meter över havet.
Trakten runt Viðivallafjall är nära nog obefolkad, med mindre än två invånare per kvadratkilometer. Närmaste större samhälle är Hólmavík, nära Viðivallafjall. Trakten runt Viðivallafjall består i huvudsak av gräsmarker.